# 白石かおる
白石 かおる（しらいし かおる、1969年 -）は、日本の小説家、ライトノベル作家、推理作家。東京都新宿区生まれ。
2000年、『上を向こうよ 格闘少女スズ』で第5回スニーカー大賞奨励賞を受賞し、ライトノベル作家としてデビューする。
2004年、福田政雄名義で応募した『殿がくる!』で第3回スーパーダッシュ小説新人賞佳作を受賞し再デビューする。
2009年、選考委員だった北村薫の強力なプッシュにより、『僕と『彼女』の首なし死体』で第29回横溝正史ミステリ大賞優秀賞を受賞。ミステリ作家として再デビューする。

## 作品

### 白石かおる名義
- 上を向こうよ 格闘少女スズ（2000年9月 角川スニーカー文庫）
- Level6の怪物（2001年4月 角川スニーカー文庫）
- 僕と『彼女』の首なし死体（2009年5月 角川書店 / 2012年9月 角川文庫）
- 誰もが僕に『探偵』をやらせたがる（2013年3月 角川書店）

### 福田政雄名義
- 殿がくる!（2004年8月 集英社スーパーダッシュ文庫）
- 殿がくる!京都は燃えているか（2004年11月 集英社スーパーダッシュ文庫）
- 殿がくる!ニッポン最後の日!?（2005年6月 集英社スーパーダッシュ文庫）